# Bahnstrecke Saarbrücken–Von der Heydt
| Streckennummer (DB): | 3221 (Saarbrücken–von der Heydt) 3222 (von der Heydt–Ausbesserungswerk) |                                         |                                         |
| Kursbuchstrecke (DB): | 636                                                                     |                                         |                                         |
| Kursbuchstrecke: | 265b (Reichskursbuch 1944) 265e (1946)                                  |                                         |                                         |
| Spurweite: | 1435 mm (Normalspur)                                                    |                                         |                                         |
| |                                                                         |                                         |                                         |
| \| \| 0 \| Saarbrücken Hbf \| 323 m ü. NN \| \| \| \| B 268 \| \| \| \| \| Fischbachtalbahn \| \| \| \| \| Forbacher Bahn nach Paris \| \| \| \| 2,5 \| Saarbrücken-Burbach \| Saarbrücken-Burbach \| \| \| \| Saarstrecke nach Trier \| \| \| \| 4,3 \| Saarbrücken Ausbesserungswerk (ab 1906) \| Saarbrücken Ausbesserungswerk (ab 1906) \| \| \| 6,3 \| Grube von der Heydt \| Grube von der Heydt \| \| \| \| Saarbrücken Ausbesserungswerk \| \| |                                                                         |                                         |                                         |
| Bahnhof | 0                                                                       | Saarbrücken Hbf                         | 323 m ü. NN                             |
| Brücke |                                                                         | B 268                                   | B 268                                   |
| Abzweig geradeaus, nach rechts und von rechts |                                                                         | Fischbachtalbahn                        | Fischbachtalbahn                        |
| Abzweig geradeaus, nach links und von links |                                                                         | Forbacher Bahn nach Paris               | Forbacher Bahn nach Paris               |
| Bahnhof | 2,5                                                                     | Saarbrücken-Burbach                     | Saarbrücken-Burbach                     |
| Abzweig ehemals geradeaus und nach links |                                                                         | Saarstrecke nach Trier                  | Saarstrecke nach Trier                  |
| Haltepunkt / Haltestelle (Strecke außer Betrieb) | 4,3                                                                     | Saarbrücken Ausbesserungswerk (ab 1906) | Saarbrücken Ausbesserungswerk (ab 1906) |
| Spitzkehrbahnhof rechts (Strecke außer Betrieb) | 6,3                                                                     | Grube von der Heydt                     | Grube von der Heydt                     |
| Betriebs-/Güterbahnhof Streckenende (Strecke außer Betrieb) |                                                                         | Saarbrücken Ausbesserungswerk           | Saarbrücken Ausbesserungswerk           |

Die Bahnstrecke Saarbrücken – Von der Heydt war eine eingleisige Anschlussbahn zur Grube von der Heydt.

## Geschichte
1849 wurde im Köllertaler Wald der nach dem späteren preußischen Minister von der Heydt benannte Grubenstollen angeschlagen. Da zum gleichen Zeitpunkt auch die Eisenbahnstrecke durch das Sulzbachtal geplant war, entschloss man sich von Saarbrücken aus, eine Anschlussbahn zu bauen. Am 15. November 1852 wurde gleichzeitig mit der Grube von der Heydt die Strecke eröffnet.
Um 1906 errichtete die Reichsbahn im heute zu Saarbrücken gehörenden Burbach ein Ausbesserungswerk. Dieses wurde 1906 über eine Spitzkehre im Bahnhof von der Heydt an die Strecke angeschlossen. Für den Berufsverkehr zum Ausbesserungswerk wurde eigens ein Haltepunkt errichtet. Über die Spitzkehre in von der Heydt wurde nur Güterverkehr zum Ausbesserungswerk abgewickelt. Der Personenverkehr nach von der Heydt wurde bereits am 4. Oktober 1959 eingestellt, fortan verkehrten nur noch zu den Schichtwechselzeiten des Werks die Personenzüge zum Haltepunkt Ausbesserungswerk. 
Am 1. Juni 1986 wurde auch der komplette öffentliche Personenverkehr eingestellt, danach gab es noch nichtöffentliche Personalfahrten bis 1986. Bis zur Schließung des AW 1997 fand noch Güterverkehr zur Belieferung des Werks mit Schadgüterwagen statt. Die Strecke wurde am 30. September 1999 stillgelegt.